# Lista do Património Cultural Imaterial da Humanidade na Islândia

A Organização das Nações Unidas para a Educação, a Ciência e a Cultura (UNESCO) propôs um plano de proteção ao patrimônio cultural do mundo, através da Convenção sobre o Patrimônio Cultural Imaterial da Humanidade, cujo processo de implementação teve início em 1997 e foi oficializado em 2003. Esta é uma lista do Patrimônio Cultural Imaterial existente na Islândia, especificamente classificada pela UNESCO visando catalogar e proteger manifestações da cultura humana no país. A Islândia ratificou a convenção em 23 de novembro de 2005, tornando suas manifestações culturais elegíveis para inclusão na lista.
A manifestação Tradições nórdicas de barcos de casco trincado foi a primeiras manifestação cultural da Islândia incluída na lista do Patrimônio Cultural Imaterial da UNESCO por ocasião da 16.ª Sessão do Comitê Intergovernamental para a Proteção do Patrimônio Cultural Imaterial da Humanidade, realizada virtualmente em 2021. Desde então, a Islândia conta apenas com este elemento cultural classificado como Patrimônio Cultural Imaterial.

## Bens imateriais
A Islândia conta atualmente com as seguintes manifestações declaradas como Patrimônio Cultural Imaterial pela UNESCO:
| | Tradições nórdicas de barcos de casco trincado |
| Bem imaterial inscrito em 2021. |                                                |
| Este bem é compartilhado com: Dinamarca, Finlândia, Noruega e Suécia. |                                                |
| Os barcos nórdicos de casco trincado são pequenos barcos abertos de madeira com cinco a dez metros de comprimento. Por quase dois milênios, os povos da região nórdica (incluindo os povos indígenas Sami na Finlândia, Noruega e Suécia e grupos minoritários como os Kvens na Noruega, os Tornedalians na Suécia e a população de língua sueca na Finlândia) vêm construindo barcos de casco trincado usando as mesmas técnicas básicas: tábuas finas são presas a uma espinha dorsal da quilha e das hastes, e as tábuas sobrepostas são presas com rebites de metal, pregos ou corda. O casco do barco é reforçado com armações. Os construtores de barcos de casco trincado enfatizam o longo tempo que leva para adquirir o conhecimento e as habilidades para construir barcos tradicionais. No passado, era comum começar a treinar com um mestre desde jovem, e levaria até dez anos para aprender o ofício. Símbolo da herança costeira nórdica comum, os barcos de casco trincado eram tradicionalmente utilizados para a pesca e para o transporte de materiais e pessoas. Hoje, são principalmente utilizados em festas tradicionais, regatas e eventos desportivos, embora cerca de mil pessoas vivam total ou parcialmente da produção, manutenção ou utilização de barcos de casco trincado. As tradições dos barcos de casco trincado incluem práticas sociais. Por exemplo, uma vez terminados, os barcos podem ser levados cerimonialmente para a água, onde recebem um nome e desejos de boa sorte; canções tradicionais podem ser cantadas durante a navegação. (UNESCO/BPI) |                                                |